# Ommatius dentatus
Ommatius dentatus là một loài ruồi trong họ Asilidae. Ommatius dentatus được Scarbrough miêu tả năm 1993. Loài này phân bố ở vùng Tân nhiệt đới.